# Перно Рикар
Перно Рикар (Перно́ Рика́р) е френска компания, световен производител и дистрибутор на алкохолни напитки. Името на компанията идва от двата емблематични продукта Перно Анис (Pernod Anise) и Рикар Пастис и двете алкохолни аперитиви на анасонова основа.

## История
През 1797 Анри-Луи Перно открива първата дистилерия за абсент в Швейцария, а по-късно и във Франция, които прерастват в компанията Перно Фис. След забраната на абсента, компанията се преориентира към производството на анасоновия аперитив пастис. През 1975 компанията е погълната от най-големия си конкурент Пол Рикар и се създава днешната компания Перно Рикар.
Днес компанията е световен лидер в производството и дистрибуцията на алкохолни напитки с чиста печалба от 1,045 милиарда евро за 2011.

### Придобивания
- 1975 – Двата големия съперника във Франция се сливат, за да се образува конгломерата Перно Рикар.
- 1988 – Купува ирландската компания Irish Distillers (която държи и марката ирландско уиски Джеймисън)
- 1989 – Придобива новозеландския производител на вино Orlando Wyndham
- 1993 – Съвместно с кубинското правителство (по 50% дял) създава компанията производител на ром Havana Club International.
- 2005 – Поглъща един от основните си световни конкуренти – британската Allied Domecq.
- 2008 – Купува от шведското правителство компанията V&S Group (държаща марката водка Абсолют)

### Известни марки
- Абсолют – шведска водка
- Рикар – френски пастис от Марсилия
- Перно – френски анасонов ликьор
- Мум Кордон Руж – шампанско
- Чивас Регал – шотландско уиски
- Хавана клуб – кубинки ром
- Джеймисън – ирландско уиски
- Мартел – френски коняк
- Арарат – арменско бренди
- Олмека – мексиканска текила
- Тиа Мария – ямайски кафе-ликьор
- Калуа – мексикански кафе-ликьор
- Малибу – ликьор от Барбадос
- Балантайнс – шотландско уиски
- Паспорт – шотландско уиски
- Бифитър – джин от Лондон
- Дъ Гленливет – малцово уиски
- Аберлор – малцово уиски
- Джейкъбс Крийк – aвстралийско вино
- Лесвос – гръцко узо
- Лилле – френски аперитив от Бордо
- Бехеровка – чешки диджестив

1. 1 2  www.pernod-ricard.com //   18 септември 2024 г.